# Wola Żelichowska (gromada)
Wola Żelichowska – dawna gromada, czyli najmniejsza jednostka podziału terytorialnego Polskiej Rzeczypospolitej Ludowej w latach 1954–1972.
Gromady, z gromadzkimi radami narodowymi (GRN) jako organami władzy najniższego stopnia na wsi, funkcjonowały od reformy reorganizującej administrację wiejską przeprowadzonej jesienią 1954 do momentu ich zniesienia z dniem 1 stycznia 1973, tym samym wypierając organizację gminną w latach 1954–1972.
Gromadę Wola Żelichowska z siedzibą GRN w Woli Żelichowskiej utworzono – jako jedną z 8759 gromad na obszarze Polski – w powiecie dąbrowskim w woj. krakowskim, na mocy uchwały nr 21/IV/54 WRN w Krakowie z dnia 6 października 1954. W skład jednostki weszły obszary dotychczasowych gromad Żelichów, Wola Żelichowska i Zapasternicze ze zniesionej gminy Gręboszów w tymże powiecie. Dla gromady ustalono 11 członków gromadzkiej rady narodowej.
31 grudnia 1959 do gromady Wola Żelichowska przyłączono wieś Zalipie ze zniesionej gromady Zalipie.
30 czerwca 1960 do gromady Wola Żelichowska przyłączono wsie Hubenice i Kozłów ze zniesionej gromady Borusowa; z gromady Wola Żelichowska wyłączono natomiast wieś Zalipie włączając ją do gromady Olesno.
31 grudnia 1961 gromadę Wola Żelichowska zniesiono, a jej obszar włączono do gromady Gręboszów.